# Gaochengtou (köpinghuvudort i Kina, Zhejiang Sheng, lat 29,58, long 120,06)
Gaochengtou (kinesiska: 高城头, 同山镇) är en köpinghuvudort i Kina. Den ligger i provinsen Zhejiang, i den östra delen av landet, omkring 75 kilometer söder om provinshuvudstaden Hangzhou. Antalet invånare är 13 447. Befolkningen består av 6 984 kvinnor och 6 463 män. Barn under 15 år utgör 12,0 %, vuxna 15-64 år 67 %, och äldre över 65 år 19,0 %.
Runt Gaochengtou är det tätbefolkat, med 913 invånare per kvadratkilometer. Närmaste större samhälle är Paitou, 9,0 km öster om Gaochengtou. Trakten runt Gaochengtou består till största delen av jordbruksmark.
Genomsnittlig årsnederbörd är 2 020 millimeter. Den regnigaste månaden är juni, med i genomsnitt 365 mm nederbörd, och den torraste är januari, med 79 mm nederbörd.